# História da Oceania

Mapa localiza Oceania

A Oceânia é o continente cuja colonização ocorreu mais recentemente, mas, mesmo antes da chegada dos europeus, suas terras já eram habitadas por inúmeros povos nativos, entre eles os aborígenes australianos, considerados um dos mais primitivos do mundo. Os primeiros humanos a habitar o continente vieram do sudeste asiático.

## Povos nativos da Oceania
- Aborígenes
- Polinésios

## Explorações europeias da Oceania
Na primeira viagem de circum-navegação do globo, Fernão de Magalhães descobriu as Marianas e outras ilhas da Oceania, antes de encontrar a sua morte na Filipinas. Os portugueses exploraram  então a região; em 1525 Gomes de Sequeira descobriu as Carolinas e no ano seguinte Jorge de Meneses chegou à Nova Guiné. Também os neerlandeses navegaram até à região, e Abel Tasman passou pelo litoral da Austrália em 1642 e descobriu a ilha que em sua honra se chamou Tasmânia e as ilhas Tonga, Fiji e Nova Guiné Alemã. Entretanto, partiram expedições de Acapulco (México) e Calla (Peru) que descobriram numerosas ilhas do Pacífico.
A rivalidade entre os portugueses e os neerlandeses foi substituída pela dos ingleses e franceses no século XVIII. Entre 1764 e 1770 exploraram a zona John Byron, Samuel Wallis, Philip Carteret e outros, e passaram pelo Tahiti, Samoa, Ilhas Salomão e Novas Hébridas. O inglês James Cook realizou três viagens por ilhas do Pacífico entre 1768 e 1779, e chegou às Ilhas da Sociedade, Nova Zelândia, Ilhas Marquesas, Novas Hébridas e Havaí. Os franceses exploraram as ilhas simultaneamente com os ingleses. Entre 1785 e 1787, por Jean-François de La Pérouse, seguido de Jules Dumont D'Urville. Todas estas viagens determinaram a divisão da Oceania entre as potências colonizadoras: Reino Unido, França e Estados Unidos. Também por conta do favorecimento norte-americano que influenciou exclusivamente para as ilhas Maldivas dos países da Oceania, que tem uma relação teorica dos aborígenes.

## Conhecendo a Oceania
Isolada do resto do mundo, a Oceania foi o último continente a ser conhecido pelos Europeus, daí ser chamada também de Novíssimo Mundo. Da mesma forma que ocorreu na América, a Austrália e as ilhas da Oceania eram habitadas por diferentes povos antes da colonização européia. Muitos foram dizimados e os que sobreviveram ainda lutam pelos seus direitos.
Os maiores e principais países da Oceania são: a Austrália, a Nova Zelândia e a Papua-Nova Guiné. A Oceania é um enorme arquipélago de origem vulcânica ou coralígena, circundado pelo Oceano Índico a oeste, e pelo Pacífico, a norte; a leste e sul é atravessado pela Linha do Equador e pela Linha Internacional de Data, possuindo assim terras em todos os hemisférios. Apresenta um extensão territorial de 8 480 354 km².
A Austrália o maior pais da Oceania: é cortada pelo Trópico de Capricórnio. Além da Austrália, localizam se na Oceania a Nova Zelândia, a Papua-Nova Guiné e milhares de ilhas espalhadas pelos oceanos Índico e Pacífico. A Austrália continental tem 7 682 300 km²  de extensão territorial (mais de 90% da área do continente).
A Nova Zelândia é banhada pelo Mar da Tasmânia a oeste; pelo Oceano Pacífico a leste, situando-se inteiramente na zona temperada do sul. O país está localizado cerca de 1750 km a leste da Austrália, sendo um arquipélago no qual se destacam duas grandes ilhas: a do Norte e a do Sul.
As duas maiores metrópoles da Oceania são australianas: Sydney, com 4283283 habitantes, e Melbourne com 4077036 habitantes. Estes quantitativos populacionais se referem à Região Metropolitana de cada uma.

## Oceânia Moderna e Contemporânea

### Estados independentes
- Austrália
- Predefinição:Bougaiville
- Estados Federados da Micronésia
- Fiji
- Ilhas Salomão
- Kiribati
- Nauru
- Nova Zelândia
- Palau
- Papua-Nova Guiné
- Samoa
- Timor-Leste
- Tonga
- Tuvalu
- Vanuatu
- Ilhas Marshall

### Outros territórios
- Ilha do Natal
- Ilhas Cocos (Keeling)
- Ilhas Cook
- Ilha Heard e Ilhas McDonald
- Ilhas Menores Distantes dos Estados Unidos
- Ilha Norfolk
- Nova Caledônia
- Pitcairn
- Polinésia Francesa
- Samoa Americana
- Toquelau